# Retrostium
Retrostium är ett släkte av svampar. Retrostium ingår i familjen Spathulosporaceae, ordningen Lulworthiales, klassen Sordariomycetes, divisionen sporsäcksvampar och riket svampar.
| Retrostium | \| \| Retrostium amphiroae \| \| \| \| |
|            | \| \| Retrostium amphiroae \| \| \| \| |
|            | Spathulospora                          |
|            |                                        |
|            | Retrostium amphiroae                   |
|            |                                        |

|  | Retrostium amphiroae |
|  |                      |